# Monsieur Choufleuri restera chez lui le...

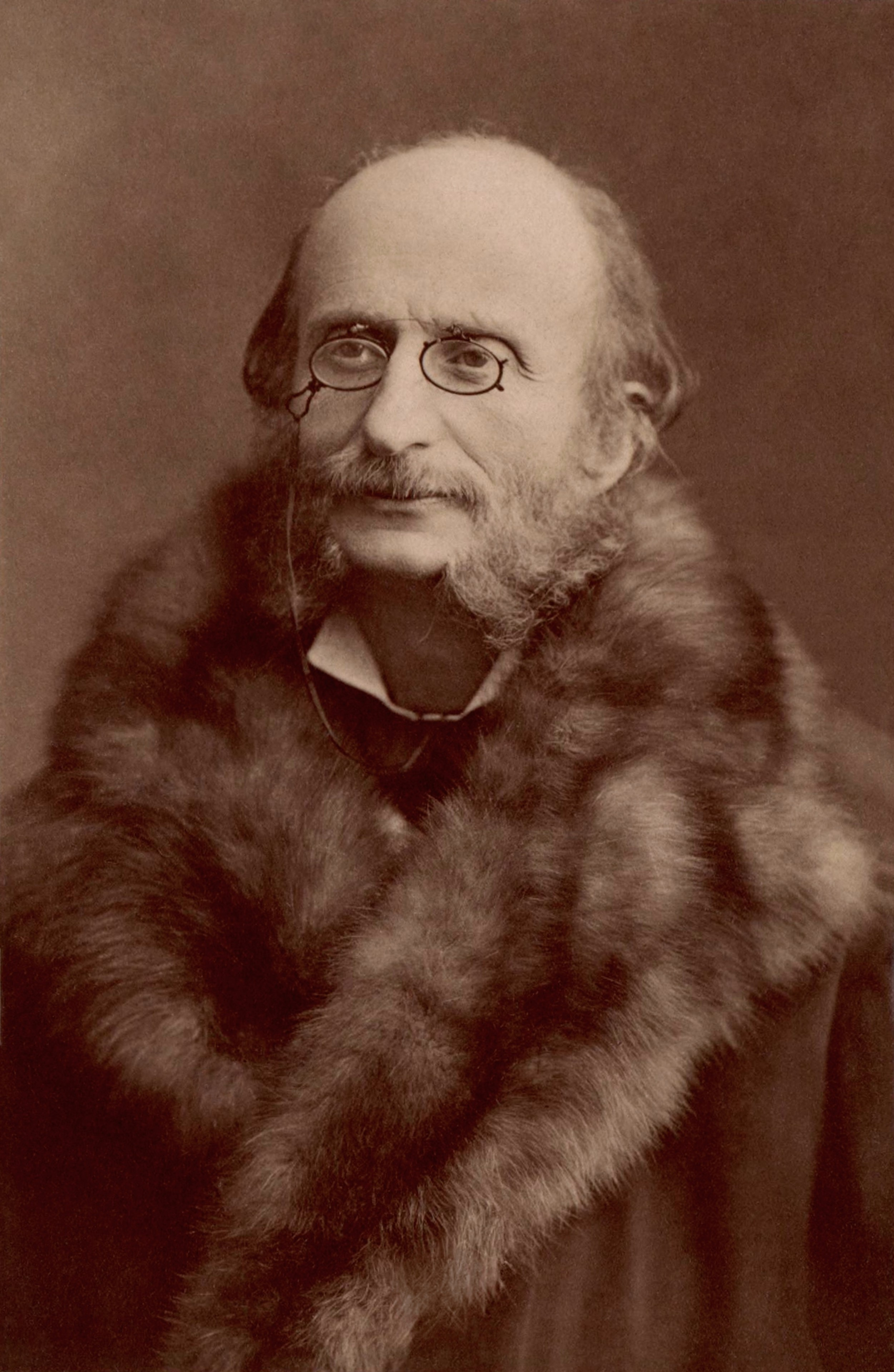
Jacques Offenbach

Monsieur Choufleuri restera chez lui le...  (Monsieur Choufleuri [Blomkål] kommer vara hemma den...) är en opéra bouffe, eller operett, i en akt med musik av Jacques Offenbach och hertigen av Morny (under pseudonymen "M. de St Rémy"). Librettot är också tillskrivet Morny, men även Ludovic Halévy, Hector-Jonathan Crémieux och Mornys sekreterare Ernest L'Épine bidrog troligen också till resultatet.  
Handlingen erbjöd Offenbach många tillfällen till att hänge sig åt sin lätta musikaliska parodier på välkända operamelodier och format, speciellt i en "grand trio", i vilken den italienska bel canton imiteras, och ett komiskt solo för betjänten. De unga älskande använder också musikaliska citat i sin kommunikation.

## Uppförandehistorik
Monsieur Choufleuri framfördes privat första gången på Présidence du Corps Légistlatif i Palais Bourbon i Paris den 31 maj 1861 i närvaro av kejsaren Napoleon III. Det första publikan framförandet gavs på Théâtre des Bouffes Parisiens i Paris den 14 september 1861.
Hertigen av Morny var halvbror till kejsaren och medlem av regeringen, vilket kan förklara några av de lovprisande recensionerna. I Le Figaro skrev emellertid Henri Rochefort:
Hur lyckligt lottad är inte författaren vars delaktighet i en fruktansvärd coup d'état har räddat honom från nödvändigheten att behöva livnära sig genom att skriva! Om någon av oss skulle drista sig till att överlämna ett lika ofullständigt alster till en teaterdirektör så skulle han utan tvekan ha gripits och kastats ned till teaterns gamla vaktmästare och där ha slagits ihjäl med fotpallar.
Det en timme gamla stycket framförs fortfarande, särskilt av amatörsällskap, då det inte är speciellt svårt vokalt sett.

## Personer
| Roller                                     | Röststämma | Premiärbesättning 31 maj 1861 (Dirigent: Jacques Offenbach) |
| ------------------------------------------ | ---------- | ----------------------------------------------------------- |
| Choufleuri                                 | baryton    | Désiré                                                      |
| Ernestine, hans dotter                     | sopran     | Lise Tautin                                                 |
| Chrysodule Babylas, Ernestines beundrare   | tenor      | Pierre-Armand Potel                                         |
| Petermann, Choufleuris flamländska betjänt | tenor      | Georges Dejon-Marchand                                      |
| Balandard, en hunsad äkta man              | tenor      | Debruille-Bache                                             |
| Madame Balandard, en dominant hustru       | tenor      | Léonce                                                      |
| Liten kör av gäster                        |            |                                                             |

## Handling
Plats: Paris
Tid: 24 januari 1833

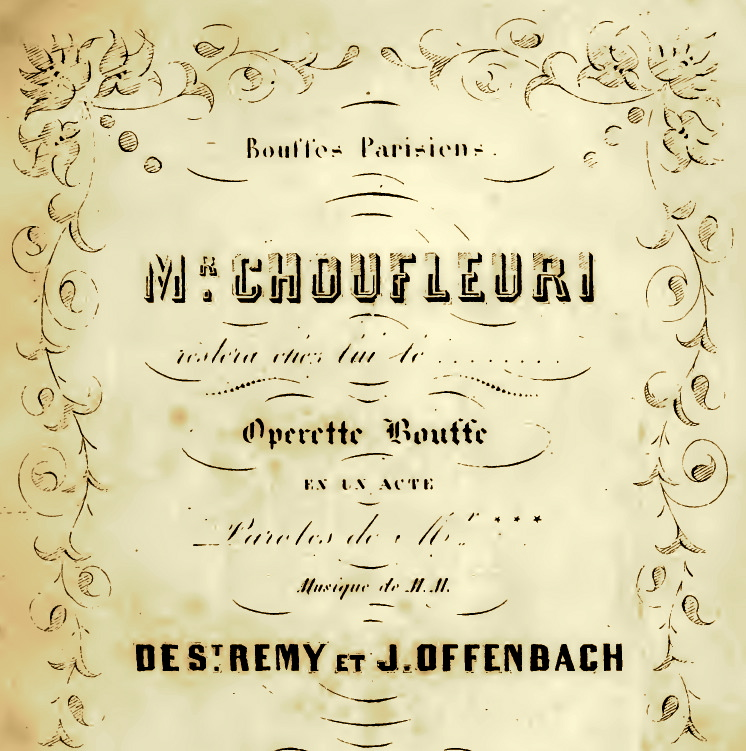
Partiturets framsida, 1861

Den nyrike men kultiverar obildade Monsieur Choufleuri bjuder in gräddan av Paris överklass till en privat fest och "musiksoaré" (i sitt borgerliga vardagsrum, klädd i vulgär smak) med medverkan av riktiga italienska operasångarna: sopranen Henriette Sontag, tenoren Giovanni Battista Rubini och barytonen Antonio Tamburini.  Alla tre blev dock indisponibla i sista minuten.  
Sedan en tid har Choufleuris dotter Ernestine i hemlighet träffat den unge fagottspelaren, kompositören och sångaren Chrysodule Babylas. När hon bad fadern att bjuda in den unga mannen vägrade Choufleuri med orden att en fattig musiker inte var någon lämplig friare. Nu räddar Ernestine situationen genom att imitera Sontag och insisterar på att Babylas ska imitera Rubini och att fadern själv ska klä ut sig till Tamburini (det unga paret förklarar att barytonsångare inte behöver prata, de ska bara sjunga "oom-pah-pah, men Choufleuri bör försöka hålla tonen).
Trots Choufleuris lata och odugliga betjänt Petermann lyckas det hela - gästerna är imponerade över de stora "italienska" sångarna (som alla talar med italiensk dialekt och sjunger på låtsasitalienska) och Choufleuri belönar Babylas med dotterns hand till giftermål (särskilt eftersom Babylas begärde det liksom 50 000 frans i hemgift för att hålla tyst om bedrägeriet).